# Chiesa di San Rocco (Pitigliano)
L'ex chiesa di San Rocco è un edificio situato nel centro di Pitigliano. La sua ubicazione è tra via Vignoli e il vicolo di San Rocco.

## Storia
La chiesa fu costruita nel corso del XVI secolo come luogo di culto e di preghiera per i fedeli che abitavano nella corrispondente area del centro storico.
L'edificio religioso fu frequentato per lungo tempo, anche se la riqualificazione delle principali chiese del centro storico fece sì che divenisse soprattutto un luogo di sosta per le preghiere, mentre lo svolgimento delle funzioni religiose veniva privilegiato nelle chiese più ampie.
Tra la fine del XIX secolo e gli inizi del XX secolo, il luogo di culto venne chiuso ed in seguito ceduto a privati che lo hanno trasformato ed adibito ad altri usi.

## Descrizione
La chiesa di San Rocco si trovava all'interno di un fabbricato, in cui sono ben leggibili le testimonianze delle funzioni religiose a cui era originariamente adibito.
Pur essendo stato perduto l'impianto del portale d'ingresso, viste le modifiche effettuate alla facciata, rimane ben visibile una caratteristica nicchia in posizione rialzata, in cui è collocata una venerata statua, sotto la quale vi è l'iscrizione che ricorda la dedizione al santo dell'originario edificio religioso.
Il fabbricato è stato suddiviso in tre distinti livelli, ove sono state ricavate unità abitative.